# スペンサー・トレイシー
スペンサー・トレイシー（Spencer Tracy, 1900年4月5日 - 1967年6月10日）は、アメリカ合衆国ウィスコンシン州ミルウォーキー出身の俳優。愛称はスペンス。

## 生涯
父は自動車工場の重役。俳優のパット・オブライエンとは幼馴染で、1917年にアメリカ海軍に入ったときも年齢を偽って一緒だった。その後は実際に戦場に行くことはなく、除隊後は医者をめざしてウィスコンシン州のリポン大学で学ぶも、大学の弁論部で熱弁をふるううちに演劇に興味を持ち、学生演劇に参加。さらに卒業後はオブライエンと共同生活をしながらニューヨークのアメリカン・アカデミー・オブ・ドラマティック・アーツで学ぶ。セールスマンや掃除人で生活費を稼ぎながら、1923年にブロードウェイの舞台『R.U.R.』のロボット役で舞台デビュー、その後は舞台『A Royal Fandango』でエセル・バリモアと共演して一躍注目を集めたのを初め、主にブロードウェイで活躍した。また、1923年には女優のルイーズ・トレッドウェルと結婚し、息子ジョン（後にディズニーでアニメ制作にかかわる）と娘ルイーズをもうけるが、親しい友人としてつきあいもしつつ晩年は別居していた。
1929年、死刑囚に扮したブロードウェイのヒット作『The Last Mile』で評判をとる。この年にはニューヨークで製作された3本の短編映画に出演、映画俳優になるため各スタジオのスクリーンテストを受けるが、当時のハリウッドとしてはお世辞にも美男子とは言えなかったスペンサーはお呼びではなかった。映画界入りの夢を果たせないままに見えたが、『The Last Mile』の舞台に出演していたところを監督のジョン・フォードに見出され、同年に映画『河上の別荘』に主役として抜擢。同時にフォックス社と契約するが、やはりその顔立ちから悪役ばかりやらされ、順調な滑り出しとは言えなかった。しかし、1933年の『春なき二万年』に出演した頃から演技が認められるようになり、『力と栄光』ではたたき上げの鉄道王役を評じる。特にロレッタ・ヤングと共演した『青空天国』では彼女との仲が話題にもなった。その後の5年間で25本もの映画に出演し、1935年にメトロ・ゴールドウィン・メイヤーと契約、1936年のフリッツ・ラング監督による『激怒』や、1937年のアカデミー主演男優賞に初ノミネートされたパニック映画『桑港(サンフランシスコ)』などに出演。そして1937年のポルトガル人漁師を演じた『我は海の子』と1938年の実在するフラナガン神父を演じた『少年の町』で2年続けてアカデミー主演男優賞を受賞。この2年連続受賞の快挙はこの57年後に『フィラデルフィア』と『フォレスト・ガンプ/一期一会』でトム・ハンクスが受賞するまで唯一の事だった。これを機に一躍人気スターとなり、マネー・メイキング・スターに仲間入りも果たす。またこの頃、ロス五輪の馬術金メダリストだった西竹一とも親交があった。
1941年にはキャサリン・ヘプバーンとの絶妙なコンビネーションで話題を呼び『女性No.1』がヒット。キャサリンとはこの共演がきっかけで交際するようになり、二人はスペンサーの遺作となった『招かれざる客』まで9本の映画で共演するが、トレイシーはカトリックであり、最初の妻と離婚しなかったため（ルイーズが障害のある息子を育て上げたことに、トレイシーは生涯申し訳なさを感じていた）二人は結婚しなかった。1940年代は映画会社の上層部と何度かトラブルを起こし、あまり作品に恵まれなかったが、1950年の『花嫁の父』がヒット、アカデミー主演男優賞にもノミネートされ、また翌1951年に続編『可愛い配当』が製作された。その後の主な作品に、1954年の異色ウェスタン『折れた槍』、翌1955年のカンヌ国際映画祭最優秀演技賞を受賞した『日本人の勲章』、1958年にはほとんど一人芝居で演じたアーネスト・ヘミングウェイ原作の『老人と海』と、全米批評家協会賞を受賞した『最後の歓呼』、1961年のナチ戦犯を裁く裁判長を演じた大作『ニュールンベルグ裁判』などが挙げられる。1963年の『おかしなおかしなおかしな世界』への出演以降、晩年は心臓を悪くし、ルイーズとキャサリンで交代に看病していたが、1967年に『招かれざる客』の撮影が終了した17日後に心臓発作で死去。スペンサーの死を看取ったのは晩年をパートナーとして過ごしたキャサリンだったが、「ルイーズに申し訳ない」との理由から葬儀へは出席しなかった。その緻密な演技は現在に至るまで多くの俳優の目標になっており、アカデミー賞は受賞を含めてノミネート回数9回という輝かしい記録を持つ（2010年現在、男優ではジャック・ニコルソンの主演・助演含めて12回が最高記録）。

## 人物

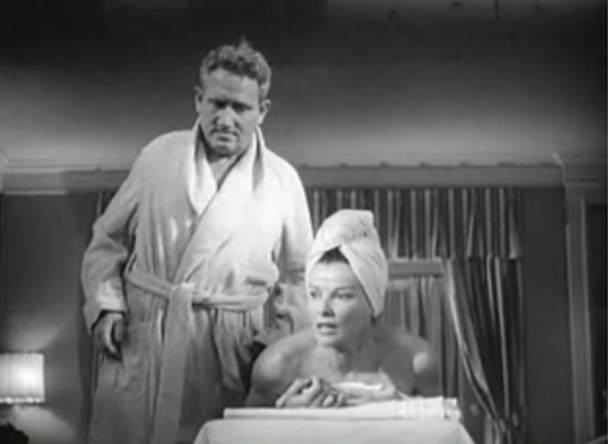
『アダム氏とマダム』にてキャサリン・ヘプバーンと共に

温厚な人格者の役柄を数多く演じたのとは対照的に、スペンサー本人は大変な自信家で、気も強かったことから映画会社の首脳部と衝突することも多かった。実際に、フォックス社を退社した時もその気性の荒い性格から助演格に落とされたのにスペンサーが怒り、結局は出演拒否したのが原因で解雇されたからであった。またその一面を象徴するエピソードとして、キャサリンが『女性No.1』の撮影中にスペンサーと初めて会った際、「私ちょっと背が高すぎるわね、って言いましたら、心配するな、じきに僕に合うように小さくしてやるよ、と言うんですよ」とキャサリンはのちに語っている。またクラーク・ゲーブルもスペンサーに対し「あいつはいいやつだ。この世界で彼にかなう奴はいないよ。彼と競争しようという奴はバカだ。あいつはそのことを自分でも知っているんだ。だから彼の謙遜した口ぶりにだまされちゃいけないよ」と語っている。
自信家の一方、演技者としての実力も誰もが認めるところで、その自然体の演技は内外を問わず多くの俳優に影響を与えた。親友のハンフリー・ボガートも「スペンスの演技は最高だった。彼がどう演じているのか、その仕掛けはまるで見えなかったからね」とコメントを残している。
ジョン・ウェインはお気に入りの俳優5人にスペンサー・トレイシーを挙げている。
スペンサーの死後、キャサリンは彼との思い出を次のように語っている。「スペンサーはいつでも、男が生活費を稼ぐための仕事としては、俳優というのはちょっと馬鹿げた仕事だって考えてたと思うわ。彼は古い樫の木のような人、あるいは夏の風のような人。いずれにしろ男が男だった時代の人だった」。また、お互いの関係について、「アメリカで理想の男性といえばスペンサーよ。私は意地悪いことを言ったり、彼をじらしたり、一杯食わせてみたり、女そのものを演じていたわ。でも、彼がホンキで怒ればすぐ降参。男と女のロマンチックで理想的な関係というのはこういうものなのよ」と語っていた。

## 出演作品
| 公開年 | 邦題 原題                                                 | 役名                              | 備考                                              |
| ------ | --------------------------------------------------------- | --------------------------------- | ------------------------------------------------- |
| 1930   | 河上の別荘 Up The River                                   | セント・ルイス                    |                                                   |
| 1931   | 速成成金 Quick Millions                                   | ダニエル・J・レイモンド（バグス） |                                                   |
| 1932   | 彼女は金満家がお好き She Wanted a Millionaire             | ウィリアム                        |                                                   |
| 1932   | ヤング・アメリカ Young America                            | ジャック                          |                                                   |
| 1932   | 金髪乱れて Me and My Gal                                  | ダニー                            |                                                   |
| 1932   | 春なき二万年 20,000 Years in Sing Sing                    | トミー                            |                                                   |
| 1933   | 狂乱の上海 Shanghai Madness                               | パット・ジャクソン                |                                                   |
| 1933   | 力と栄光 The Power And The Glory                          | トム・ガーナー                    |                                                   |
| 1934   | 電話新撰組 Looking for Trouble                            | ジョー・グラハム                  |                                                   |
| 1935   | 舗道の殺人 The Murder Man                                 | スティーヴ・グレイ                |                                                   |
| 1935   | ダンテの地獄篇 Dante's Inferno                            | ジム・カーター                    |                                                   |
| 1936   | 港に異常なし Riffraff                                     | ダッチ                            |                                                   |
| 1936   | 激怒 Fury                                                 | ジョー・ウィルソン                |                                                   |
| 1936   | 桑港 San Francisco                                        | マリン神父                        |                                                   |
| 1936   | 結婚クーデター Libeled Lady                               | ハガーティ                        |                                                   |
| 1937   | 戦友 They Gave Him a Gun                                  | フレッド                          |                                                   |
| 1937   | 我は海の子 Captains Courageous                            | マヌエル・フィデロ                | アカデミー主演男優賞 受賞                         |
| 1937   | 大都会 Big City                                           | ジョー・ベントン                  |                                                   |
| 1938   | テスト・パイロット Test Pilot                             | ガンナー・モリス                  |                                                   |
| 1938   | 少年の町 Boys Town                                        | フラナガン神父                    | アカデミー主演男優賞 受賞                         |
| 1939   | スタンレー探検記 Stanley and Livingstone                  | ヘンリー・M・スタンレー           |                                                   |
| 1940   | 北西への道 Northwest Passage                              | ロバート・ロジャース              |                                                   |
| 1940   | 人間エヂソン Edison, the Man                              | トーマス・エジソン                |                                                   |
| 1940   | ブーム・タウン Boom Town                                  | スクエア・ジョン・サンド          |                                                   |
| 1941   | ジキル博士とハイド氏 Dr. Jekyll and Mr. Hyde              | ジキル博士／ハイド氏              |                                                   |
| 1942   | 女性No.1 Woman of the Year                                | サム・クレイグ                    |                                                   |
| 1942   | 火の女 Keeper of the Flame                                | スティーヴィー                    |                                                   |
| 1944   | 第七の十字架 The Seventh Cross                            | ジョージ                          |                                                   |
| 1944   | 東京上空三十秒 Thirty Seconds Over Tokyo                  | ジェームズ・H・ドーリットル       |                                                   |
| 1947   | 大草原 The Sea of Grass                                   |                                   |                                                   |
| 1948   | 愛の立候補宣言 State of the Union                         | グラント・マシューズ              |                                                   |
| 1949   | アダム氏とマダム Adam's Rib                               | アダム・ボナー                    |                                                   |
| 1950   | 花嫁の父 Father of the Bride                              | スタンリー・T・バンクス           |                                                   |
| 1951   | 可愛い配当 Father's Little Dividend                       | スタンリー・T・バンクス           |                                                   |
| 1952   | パットとマイク Pat and Mike                               | マイク                            |                                                   |
| 1953   | The Actress                                               | クリントン・ジョーンズ            | ゴールデングローブ賞 主演男優賞 (ドラマ部門) 受賞 |
| 1954   | 折れた槍 Broken Lance                                     | マット                            |                                                   |
| 1955   | 日本人の勲章 Bad Day at Black Rock                        | ジョン・マクリーディ              |                                                   |
| 1956   | 山 The Mountain                                           | ザカリー・テラー                  |                                                   |
| 1957   | おー!ウーマンリブ Desk Set                                | リチャード                        |                                                   |
| 1958   | 老人と海 The Old Man and the Sea                          | 老人                              |                                                   |
| 1958   | 最後の歓呼 The Last Hurrah                                | フランク・スケフィントン          |                                                   |
| 1960   | 風の遺産 Inherit the Wind                                 | ヘンリー・ドラモンド              |                                                   |
| 1961   | ニュールンベルグ裁判 Judgment at Nuremberg                | ダン・ヘイウッド裁判長            |                                                   |
| 1961   | 四時の悪魔 The Devil at 4 O'Clock                         | マシュー・ドゥナン神父            |                                                   |
| 1962   | 西部開拓史 How the West Was Won                           | ナレーター                        | 声の出演                                          |
| 1963   | おかしなおかしなおかしな世界 It's a Mad Mad Mad Mad World | カルペッパー警部                  |                                                   |
| 1967   | 招かれざる客 Guess Who's Coming to Dinner                 | マット・ドレイトン                | 英国アカデミー賞 主演男優賞 受賞                  |

## 受賞歴
| 賞                                   | 年     | 部門                    | 作品名                      | 結果       |
| ------------------------------------ | ------ | ----------------------- | --------------------------- | ---------- |
| アカデミー賞                         | 1936年 | 主演男優賞              | 『桑港』                    | ノミネート |
| アカデミー賞                         | 1937年 | 主演男優賞              | 『我は海の子』              | 受賞       |
| アカデミー賞                         | 1938年 | 主演男優賞              | 『少年の町』                | 受賞       |
| アカデミー賞                         | 1950年 | 主演男優賞              | 『花嫁の父』                | ノミネート |
| アカデミー賞                         | 1955年 | 主演男優賞              | 『日本人の勲章』            | ノミネート |
| アカデミー賞                         | 1958年 | 主演男優賞              | 『老人と海』                | ノミネート |
| アカデミー賞                         | 1960年 | 主演男優賞              | 『風の遺産』                | ノミネート |
| アカデミー賞                         | 1961年 | 主演男優賞              | 『ニュールンベルグ裁判』    | ノミネート |
| アカデミー賞                         | 1967年 | 主演男優賞              | 『招かれざる客』            | ノミネート |
| ゴールデングローブ賞                 | 1953年 | 主演男優賞 (ドラマ部門) | 『The Actress』             | 受賞       |
| ゴールデングローブ賞                 | 1958年 | 主演男優賞 (ドラマ部門) | 『老人と海』                | ノミネート |
| ゴールデングローブ賞                 | 1960年 | 主演男優賞 (ドラマ部門) | 『風の遺産』                | ノミネート |
| ゴールデングローブ賞                 | 1967年 | 主演男優賞 (ドラマ部門) | 『招かれざる客』            | ノミネート |
| 英国アカデミー賞                     | 1953年 | 外国男優賞              | 『The Actress』             | ノミネート |
| 英国アカデミー賞                     | 1956年 | 外国男優賞              | 『山』                      | ノミネート |
| 英国アカデミー賞                     | 1958年 | 外国男優賞              | 『最後の歓呼』              | ノミネート |
| 英国アカデミー賞                     | 1960年 | 外国男優賞              | 『風の遺産』                | ノミネート |
| 英国アカデミー賞                     | 1967年 | 主演男優賞              | 『招かれざる客』            | 受賞       |
| カンヌ国際映画祭                     | 1955年 | 男優賞                  | 『日本人の勲章』            | 受賞       |
| ナショナル・ボード・オブ・レビュー賞 | 1958年 | 男優賞                  | 『最後の歓呼』 『老人と海』 | 受賞       |
| ダヴィッド・ディ・ドナテッロ賞       | 1962年 | 外国俳優賞              | 『ニュールンベルグ裁判』    | 受賞       |

## 参照
1. ↑  Curtis (2011) p. 49; Deschner (1972) p. 34.
2. ↑  Cutis (2011) p. 55. "Tracy was obsessive about acting to the degree that he talked about little else."
3. ↑  Curtis (2011) pp.14–15.
4. ↑  Curtis (2011) p. 177.
5. ↑  Leatham, Tom (2025年5月5日). “John Wayne's five favourite actors of all time” (英語). faroutmagazine.co.uk. 2025年5月15日閲覧。